# آرثر جورج ستيفنسون
آرثر جورج ستيفنسون (بالإنجليزية: Arthur George Stephenson)‏ هو مهندس معماري أسترالي، ولد في 5 أبريل 1890 في Box Hill, Victoria ‏ في أستراليا، وتوفي في 20 نوفمبر 1967 في Prahran ‏ في أستراليا.